# Hugo de Courtenay, 2.º Conde de Devon
Sir Hugo de Courtenay, 2.º/10.° Conde de Devon (Devon, 12 de julho de 1303 - 2 de maio de 1377) foi um nobre inglês. Seus pais eram Hugh Courtenay, 1.º Conde de Devon com Agnes de Saint John. Tornou-se um grande soldado na Guerra dos Cem Anos a serviço do rei Eduardo III de Inglaterra. Em 11 de agosto de 1327, ainda com apenas 23 anos, ele foi feito cavaleiro, e se juntou ao grupo de elite de cavaleiros que protegia o corpo do rei. Ele foi feito Cavaleiro e décimo segundo de fundação da Ordem da Jarreteira em 1348 por sua investidura no Castelo de Windsor. Courtenay lutou com os heróis de Crécy em 26 de agosto de 1346 no mais famoso dos encontros na França. A vitória serviu de base para a inclusão Courtenay como Cavaleiro da Ordem da Jarreteira em 1348, a convite pessoal do próprio rei.
Hugo casou-se com Margarida de Bohun filha de Humphrey de Bohun, Conde de Hereford de Essex com Isabel de Rhuddlan, neta do Rei Eduardo I de Inglaterra em 11 de agosto de 1325, quando se transfere para o Castelo de Powderham.
- Sir Hugh Courtenay (falecido em 1348), KG, filho mais velho e herdeiro aparente, que morreu pouco antes do termo da Páscoa de 1348, antes da morte de seu pai.  Casou-se antes de 3 de setembro de 1341 com Elizabeth de Vere (falecida em 16 de agosto de 1375), filha de John de Vere, 7.º Conde de Oxford com sua esposa Maud de Badlesmere (filha de Bartholomew de Badlesmere, 1.º Barão Badlesmere), por  a quem teve um único filho, Hugh Courtenay, 3.º Barão Courtenay, (d.20 fevereiro de 1374), que morreu sem descendência.  Elizabeth de Vere sobreviveu ao marido e casou-se novamente com John de Mowbray, 3.º Barão Mowbray (falecido em 4 de outubro de 1361), e com Sir William de Cossington.
- Thomas Courtenay (nascido em c.1329-31), um Cônego de Crediton e Exeter.
- Sir Edward Courtenay (c.1331-1368 / 71) de Godlington, que nasceu em Haccombe, Devon, e morreu entre 2 de fevereiro de 1368 e 1 de abril de 1371, antes de seu pai.  Ele se casou com Emeline Dawney (c.1329 - 28 de fevereiro de 1371), filha e herdeira de Sir John Dawney (d.1346 / 7) de Mudford Terry em Somerset, de quem teve o seguinte filho:
  - Edward Courtenay, 3.º / 11.º Conde de Devon (falecido em 1419), que se casou com Maud Camoys. O condado permaneceu com seus descendentes até que seu bisneto, Thomas Courtenay, 6/14 Conde de Devon, foi decapitado em York em 3 de abril de 1461 após a Batalha de Towton, sem problemas.  Todas as suas honras foram perdidas pelo attainder, e o condado finalmente passou, após um breve período de confusão durante a Guerra das Rosas (para o qual ver Conde de Devon), por uma nova criação em 1485 para Edward Courtenay, primeiro Conde de Devon (d.1509), neto de Sir Hugh Courtenay (1358-1425) de Boconnoc na Cornualha e de Haccombe em Devon, irmão mais novo do 3.º / 11.º Conde.
- Sir Hugh Courtenay (1358-1425) de Boconnoc na Cornualha e de Haccombe em Devon, cujo neto era Edward Courtenay, primeiro conde de Devon (falecido em 1509).
- Roberto Courtenay.
- William Courtenay (c.1342 - 31 de julho de 1396), Arcebispo de Canterbury.
- Sir Philip Courtenay (c.1355 - 29 de julho de 1406) de Powderham em Devon, que se casou com Ann Wake, filha de Sir Thomas Wake com sua esposa Alice Patteshull, filha de Sir John de Patteshull.
- Sir Peter Courtenay (falecido em 2 de fevereiro de 1405), KG, de Hardington Mandeville, Somerset, que se casou com Margaret Clyvedon, viúva de Sir John de Saint Loe (falecido em 8 de novembro de 1375) e filha e herdeira de John de Clyvedon. Seu bronze monumental, muito gasto, mas ainda exibindo os braços de Courtenay empalando Bohun, sobrevive no chão do corredor sul da Catedral de Exeter.
- Humphrey Courtenay, que morreu jovem, sem descendência.
- Margaret Courtenay (a mais velha), (nascida em 1328 - morreu em 2 de agosto de 1395), que se casou com John de Cobham, 3º Barão de Cobham.
- Elizabeth Courtenay (falecida em 7 de agosto de 1395), que se casou primeiramente com Sir John de Vere (falecida antes de 23 de junho de 1350) de Whitchurch, Buckinghamshire, filho mais velho e herdeiro aparente de John de Vere, 7.º conde de Oxford, por sua esposa Maud  de Badlesmere;  e em segundo lugar, a Sir Andrew Luttrell de Chilton, em Thorverton, Devon e teve descendência, incluindo Sir Hugh Luttrell.
- Katherine Courtenay (falecida em 31 de dezembro de 1399), que se casou antes de 18 de outubro de 1353 com Thomas Engaine, 2.º Barão Engaine (falecida em 29 de junho de 1367), sem descendência.
- Anne Courtenay.
- Joana Courtenay, que se casou, antes de 1367, com Sir John de Cheverston (morreu por volta de 1375), com quem ela não tinha filhos.
- Margaret Courtenay (a mais jovem), (nascida entre 1342 e 1350 - morreu depois de julho de 1381), que se casou com Sir Theobald Grenville II (morreu em julho de 1381).
- ______ Courtenay (7ª filha).
- ______ Courtenay (8ª filha).
- ______ Courtenay (9ª filha).